# عطاء الله المدرس
عطاء الله بن عبد الرحمن بن حسن المدرّس (1840 - 1913) مسؤول حكومي عثماني وشاعر وكاتب سوري. ولد في حلب ونشأ بها. تقلّب في عدد من المناصب الإدارية في مدينته. أتقن التركية وكان يترجم منها وإليها. نشب حريق في منزله في عام 1903، فذهب بأكثر أعماله، ومنها ديوان شعره. توفي في حلب.

## سيرته
ولد عطاء الله بن عبد الرحمن بن حسن المدرس سنة 1256 هـ/ 1840 م في مدينة حلب بإيالة حلب العثمانية ونشأ بها. تلقى تعليمه في المدرسة العثمانية فأتقن علوم النحو والصرف والحديث والتفسير، كما تعلم اللغة التركية وألف بها، وكان يترجم منها وإليها.

تقلد عددًا من المناصب الإدارية في مسقط رأسه، منها: مديرية المعارف، ورئاسة مجلس الدعاوى، ورئاسة مجلس التمييز، وعضوية مجلس الإدارة، ورئاسة لجنة الأوقاف، ورئاسة مجلس المعارف، وعضوية محكمة الاستئناف.

توفي عطاء الله المدرس في مدينة حلب بولاية حلب العثمانية سنة 1332 هـ/ 1913 م.

## جوائزه
أعطاه عبد الحميد الثاني النيشان المجيدي الثالث بعد أن أهداه ترجمة كتاب الخراج. انفرد من بين أبناء حلب بحيازة رتبة باية الحرمين الشريفين.

## شعره
ذكره عبد العزيز البابطين في معجمه وقال عنه «نظم في عدد من أغراض الشعر المألوفة في عصره: الغزل، والوصف، والمديح، وغيرها من المناسبات، وله تشطير لعدد من القصائد المتداولة، في قطعته الغزلية - وهي مقدمة لمدحة نبوية - عذوبة وجرس حسن وتكامل في وصف المشهد الغزلي الرمزي، وتأثر واضح بالموروث الشعري.»

## مؤلفاته
- ديوان شعره: احترق إثر حريق أتى على مكتبته عام 1903.
- كتاب الخراج: ترجمه عن التركية، وعلق عليه ووضع له الكثير من الحواشي، وطبع في القسطنطينية بأمر نظارة الأوقاف.